# Карты таро
Ка́рты таро́ — колода карт, используемая с середины XIV века в различных частях Европы для карточных игр (итальянский tarocchi, французский tarot и австрийский Königrufen), во многие из которых играют и сегодня. С конца XVIII века карты таро стали использоваться и для гадания.

## Описание колоды карт таро

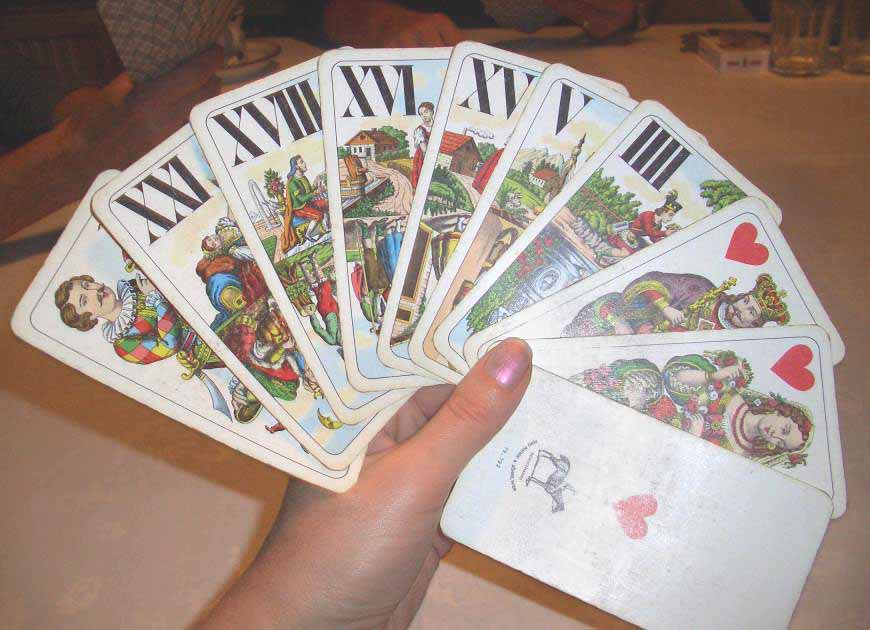
Колода карт таро

### Состав
Карты типичной колоды таро делятся на две большие группы:
- Старшие Арканы — обычно 22 карты. Каждая из этих карт имеет свой оригинальный рисунок и уникальное название (Шут, Маг, Жрица, Императрица, Император, Жрец, Влюбленные, Колесница, Сила, Отшельник, Фортуна, Справедливость, Повешенный, Смерть, Умеренность, Дьявол, Башня, Звезда, Луна, Солнце, Суд, Мир). Порядок следования карт и наименования в различных вариантах колоды таро могут несколько различаться (чаще всего встречается различие силы и справедливости, которые могут иметь значения 8 и 11 либо наоборот. Шут может быть как нулевым, так и двадцать вторым).
- Младшие Арканы — четыре масти, обычно 56 карт, по 14 карт каждой масти. Состоят из четырёх серий — Жезлов, Мечей, Кубков и Пентаклей или «Монет». Каждая масть содержит Туза, Двойку, Тройку и так далее до Десятки, за которой идут «придворные» или «фигурные карты» — Паж (иногда Дочь), Рыцарь (иногда Сын), Королева (иногда Мать), Король (иногда Отец). Положение Туза в ряду младших арканов определяется лишь принятым соглашением, он может стоять как в начале последовательности (то есть считаться, по сути, Единицей соответствующей масти), так и после Короля (то есть считаться старшей из фигурных карт). В современных гадальных практиках, использующих колоду таро, чаще применяется первый вариант.

### Дизайн

Таро Алистера Кроули

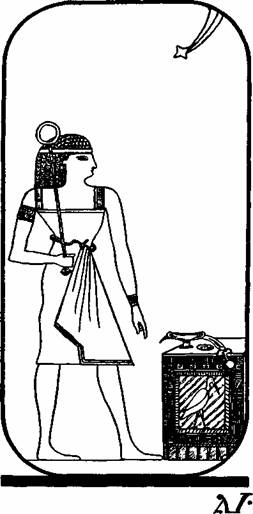
Египетское Таро, XIX век

В зависимости от использованной стилистики, различные знаменитые колоды получили имена:
- Таро Висконти — Сфорцы — самая старая из известных полных колод, создана в XV веке, называется по имени заказчиков. Изображения старших арканов выполнены в стиле итальянского Ренессанса и нарисованы вручную с использованием позолоты.
- Марсельское Таро — колода упрощённой рисовки с изображением одежды персонажей по моде ренессанса, первые такие колоды, дошедшие до наших времён, датируется Францией XVI веком (Леон) и XVII веком (Марсель). Марсельская колода была самой популярной колодой Таро на протяжении нескольких веков, благодаря простоте своей рисовки использовалась в народе для скрашивания досуга.
- Таро Папюса — колода таро, созданная в конце XIX века[1] французским оккультистом Папюсом (Жераром Анаклетом Венсаном Анко́ссом) и специально предназначенная для гаданий. Выполнена в египетском стиле.
- Таро Райдера — Уэйта — нарисованы в начале XX века, самая популярная иконография, оставившая множество клонов и потомков. Названы по фамилиям первого издателя Уильяма Райдера и автора дизайна Артура Уэйта. Художница — Памела Колман-Смит. Колода была первой полностью прорисованной (все номерные карты имели осмысленные рисунки) и была создана специально для гаданий, её прорицательные значения были описаны Уэйтом в книге «Иллюстрированный ключ к Таро». Всё это сделало её очень удобной в гадании и она стала настолько популярна, что породила множество мифов, в частности о том, что она была вообще первой колодой Таро с прорисованными номерными картами (на самом деле первой такой колодой было таро Сола Буска, и были другие частично прорисованные колоды ещё до Уэйта, например Таро Мастера). Также многие гадающие на Таро считают, что колода Уэйта является самой классической колодой и самым истинным Таро, на самом же деле она имела многие отличия от своих предшественников.
- Таро Тота — колода, созданная Алистером Кроули и художницей-египтологом Фридой Харрис. Характерны более современным стилем исполнения и чрезвычайно богатой эзотерической символикой.

В XX веке, особенно во второй его половине, появилось множество «новых» дизайнов колоды таро, так что сейчас затруднительно не только перечислить все варианты, но даже назвать их точное число. Значительная их часть являются вариациями на тему одной из классических колод, в основном — Таро Райдера — Уэйта, но есть и довольно оригинальные «тематические» дизайны. В качестве примеров можно назвать эротическое таро Манара (арканы таро проиллюстрированы тематическими зарисовками с остроэротическим уклоном, автор — итальянский художник Мило Манара, колода создана в самом конце XX века и впервые выпущена в 2000 году) или таро эльфов Марка МакЭлроя и Дэвида Корси (в отличие от целого ряда других вариаций на эльфийскую тему, здесь композиции рисунков не заимствованы из Уэйта, а полностью самостоятельны, более того, в колоде, при сохранении всех общих особенностей таро, символически изображены пять историй: старшие арканы последовательно рассказывают о том, как главный герой расследует пропажу четырёх реликвий, а карты мастей описывают историю каждой из этих реликвий). Есть колоды, созданные по мотивам различных культовых произведений искусства, и просто на популярные темы («Таро цветов», «Таро вампиров», «Самурайское таро» и так далее). Ряд последователей философских, религиозных и психологических школ оформили в виде колод таро свои системы взглядов и используют такие колоды для различных практик («Ошо дзен таро» и другие).

### Таро и игральные карты
Очевидны параллели между колодой таро и распространёнными европейскими игральными карточными колодами. Четыре масти таро полностью тождественны мастям итало-испанской колоды и имеют однозначные соответствия с классическими мастями французской, или стандартной колоды: жезлы — трефам, мечи — пикам, кубки — червам, денарии — бубнам. Ряд достоинств младших арканов, от туза до короля (или от двойки до туза), отличается от большинства игральных колод только наличием не трёх, а четырёх «придворных» карт, причём в большинстве европейских игральных колод отсутствует Рыцарь, но имеется Валет (Паж), но есть и такие, в которых нет Валета, но есть Рыцарь (Всадник). Есть связь и со старшими арканами Таро в виде Джокера, уподобляемого Шуту (которого в число в «старшие арканы», именовавшиеся тогда ещё просто козырями, впервые включил Антуан Кур де Жебелен в 1781 году, ранее же он был свободной картой без номера, в игровом таро аналогичной джокеру, что подчёркнуто в дизайне колоды Таро Нуво).
Тарологическая легенда объясняет эти параллели тем, что колода таро была общим предшественником и предком всех европейских игральных колод. Академическая же наука видит здесь обратную взаимосвязь: колода таро становится известна с начала XV века в северной Италии как расширение старой итальянской колоды (ещё с четырьмя «придворными» картами) козырями для игры в тароки. Подробнее в разделе «Происхождение таро».

## Происхождение таро
Происхождение карт таро обросло многочисленными легендами. Но, как считается на основе большинства современных исследований, карты таро появились в Италии в начале XV столетия (1420—1440). Одним из претендентов на статус их родины считается Флоренция. Наиболее раннее упоминание таро под названием «трионфи» сделано флорентийским нотариусом в 1440 году, когда две колоды были преподнесены кондотьеру Сиджизмондо Пандольфо Малатеста. В 1450 году в Милане появляется колода таро Висконти — Сфорцы. Сохранившиеся фрагменты колод, изобретённых семействами Висконти и Сфорца, послужили прототипом современной колоды из 78 листов. Дошедшие до нас колоды тех времён представляют собой роскошные карты ручной работы, выполненные для аристократии. В 1465 году появляется колода Тарокки Мантеньи, структура которой основана на каббалистическом подразделении Вселенной, известном как 50 Ворот Бины. Колода состоит из 50 карт, 5 серий или мастей (Небесный свод, Основы и добродетели, Науки, Музы, Общественный статус) по 10 карт в каждой. Некоторые изображения на современных картах таро (старших и младших арканов) были заимствованы из колоды тарокки (Энциклопедия современной магии, т. 2. 1996 г.). Колода тарокки Мантеньи служила шаблоном символов для художников II половины XV века (в частности для Робине Тестара в манускрипте «Нравоучительная книга о шахматах любви»).
На сегодняшний день нет достоверной информации о том, что карты появились ранее. Иногда историю таро пытаются начать с 1392 года, поскольку существует датированная им запись, согласно которой у Жакмина Грингонье была заказана колода карт для французского короля Карла VI, и некоторые из этих карт до сих пор хранятся в Париже. Однако колода «Таро Карла VI», хранящаяся в Национальной Библиотеке — это колода ручной работы конца XV века североитальянского типа. Поэтому, возможно, заказанная для короля колода была обычной колодой для карточных игр.
Для Европы того времени не было секретом, что обычные игральные карты пришли из исламского мира, о чём свидетельствует запись итальянского живописца Никколо Кавелуццо, сделанная в 1379 году в хрониках его родного города: «введена в Виттербо игра в карты, происходящая из страны Сарацин и называемая ими „наиб“». Эти ранние карты имели четыре масти: чаши, мечи, монеты и клюшки для поло (которые европейцы восприняли как палки) — и фигуры, состоящие из короля и двух чиновников-мужчин. Однако существовали карты мамлюков с 22 козырями, очень похожие на таро, которые, возможно, и были как предком карт мамлюков, так и предком обычных игральных карт; или же сначала от карт мамлюков произошли таро, а из них возникли игральные карты — такова точка зрения людей, считающих, что игральные карты и таро связаны. Карты мамлюков по своей структуре напоминали именно таро: 56 младших арканов и 22 старших козырей, делились на 4 масти — сабли, клюшки (видимо для игры в поло), кубки и монеты (также известные как «диски» и «пентакли»). Запрет Корана на изображение людей мамлюки ревностно соблюдали, и поэтому наносили на карты лишь так называемые арабески. Игральные карты с привычными для нас мастями (трефами, пиками, червами, бубнами) введены в употребление французами незадолго до 1480 года. Те, кто утверждает, что игральные карты произошли от таро, убеждены, что доказательством этому служит джокер. По их мнению, это единственный уцелевший козырь таро («Шут»), а остальные козыри были упразднены. Но, видимо, это заблуждение: Джокер возник в США около 1857 г. и использовался в качестве т. н. «свободной» карты в покере или в качестве старшего козыря в игре юккер.

### Название
Что касается происхождения самого названия таро, то известно, что первоначально карты назывались «карты триумфов (козырей)» (итал. carte da trionfi), однако около 1530 г. итальянское слово «tarocchi» (в ед. ч. «tarocco») начинает использоваться, для того чтобы отличить игру с таро от игры с обычными козырями (triumphs — trumps). Сразу же отметим, как и обычные игральные карты, таро использовалось именно в азартных целях, а именно в игре, напоминающей бридж. Эта игра была очень популярна в Европе, в неё продолжают играть и сейчас, особенно во Франции. Некоторые считают, что слово происходит от арабского طرق турук, что значит 'пути'. Также, это может происходить от арабского ترك тарака, 'оставлять, бросать'. Согласно другой этимологии, итальянское tarocco происходит от арабского طرح тарх, 'отклонение, вычитание'.

### Легенды

#### Египетская
Существует легенда, что в Древнем Египте был храм, в котором было 22 комнаты, а на стенах комнат были изображены символические картины, от которых впоследствии произошли Великие арканы таро. Эта легенда якобы подтверждает версию о том, что карты таро произошли от виньеток древнеегипетской Книги Мёртвых, рисунки которых на самом деле наносились на стены священных сооружений — гробниц.
Впервые о возможности происхождения таро из Египта упомянул Кур де Жебелен. Он писал в пятом томе «Первобытного мира» (1778): "Таро. Карточная игра, распространенная в Германии, Италии и Швейцарии. Это игра египетская, как мы ещё однажды покажем; её название состоит из двух восточных слов, Tar и Rha (Rho), и означает «царский путь». Это заявление было сделано до открытия розеттского камня в 1799 и тем более, до того, как были расшифрованы египетские символы. Все эти факты ставят под сомнение теорию о египетском происхождении, поскольку указанных Жебеленом слов в египетском языке не оказалось.

#### Каббалистическая
Другие считают, что таро произошло из каббалы (двадцать две буквы и 10 сфирот в каббале — основа системы таро) и считают отправной точкой в истории таро 300 год нашей эры — примерную дату создания «Сефер Йецира», фундаментального труда по Каббале.
1 + 2 + 3 + 4 + 5 + 6 + 7 + 8 + 9 + 10 + 11 + 12 = 78
78 карт таро, придуманные в 13-том веке испанскими оккультистами-иудеями.

## Функции

### Игра
Французская игра таро (jeu de tarot) — карточная игра со взятками для четырёх игроков. Это единственная сохранившаяся до наших дней широко распространённая карточная игра, использующая полную 78-листовую колоду таро. Игра повсеместно распространена во Франции, а также известна во франкоязычной Канаде. Французское таро известно с давних времён и пользовалось популярностью на протяжении, как минимум, нескольких столетий.

### Гадальные карты

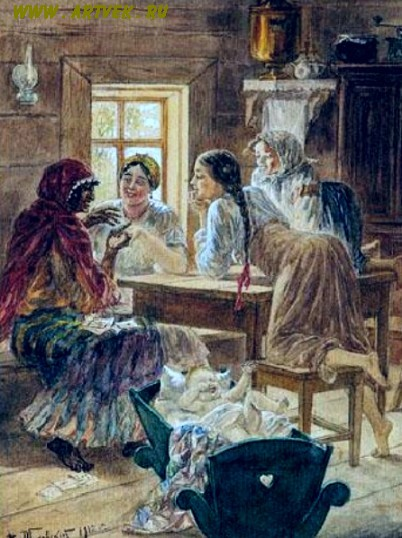
Гадание

В трудах некоторых оккультистов можно встретить утверждения, что таро использовалось для предсказаний едва ли не со времён Всемирного потопа, если не ранее. Однако первые документальные свидетельства о практике соотнесения карт (в частности, карт таро) и человеческих судеб относятся лишь к XVI веку. Некоторые поэты того времени, описывая знаменитостей в хвалебных стихах, сравнивали людей с козырями таро. Такие стихи именовались «tarocchi appropriati», и в одном случае (1527 году) они относятся к судьбе человека. В 1540 году в Италии выходит книга «Гадание» (итал. «Le Sorti»), в которой автор, некто Франческо Марколино да Форли, указывает простой способ предсказания будущего с помощью карт масти монет обычной игральной колоды. Это наиболее ранний из известных нам трактатов о гадании. Хотя колода таро и содержит аналогичные карты, невозможно однозначно утверждать, что таро являлось в те времена развитым гадательным инструментом. Уверенно говорить о таро как об оформившейся системе предсказаний можно лишь начиная с конца XVII века, поскольку в Болонье сохранились записи, датированные 1700 годом, в которых недвусмысленно описываются гадательные значения карт таро.

## Таро и аналитическая психология
Карл Густав Юнг, отец аналитической психологии, упоминает карты Таро на семинаре по активному воображению (1 марта 1933 года): «Эти карты являются прародителем наших современных игральных карт, в которых красное и чёрное символизирует противоположности, а разделение на четыре масти — черви, трефы, пики, бубны, — также принадлежит к области символизма индивидуации. Это психологические образы, символы, с которыми играет человек так же, как бессознательное играет со своим содержимым. Они образуют определённые комбинации, и различные комбинации соответствуют игривому развитию событий в истории человечества. Карты Таро состоят из обычных карт — король, королева, туз и т. д., — только изображения слегка отличались, кроме того, есть ещё 21 карта, на которых изображены символы или символические ситуации. Например, символ солнца, человека, подвешенного за ноги, башни, разрушенной молнией, колеса Фортуны и т. д. Они представляют собой некие архетипические идеи различной природы, смешивающиеся с обычным содержимым потока бессознательного…». В работе «Об Архетипах коллективного бессознательного» (1934) он ставит в один ряд символические рисунки алхимиков и на картах Таро: «При желании дать картину символического процесса хорошим примером являются серии образов алхимиков. Они пользуются в основном традиционными символами, несмотря на зачастую темное их происхождение и значение. Превосходным восточным примером является тантристская система чакр или мистическая нервная система в китайской йоге. По всей вероятности, и серия образов в Таро является потомком архетипов трансформации».
Хайо Банцхаф в своей книге «Таро и путешествие героя» пишет: «Старшие же Арканы представляют собой символические вехи на жизненном пути человека…» и видит в последовательности карт Старшего Аркана путь в обретении целостности (самости) изначально недостроенного человека. При этом рисунок на каждой карте символически отражает определённый архетип сил, действующих в человеческой психе. Что касается более сложной структуры, предположительно существующей в колоде, то он считает, что «Карты с однозначными номерами, от 1 до 9, олицетворяют дневной путь Солнца, а с двузначными, от 10 до 18, его ночной путь по подземному царству и возвращение на свет Божий. Пары этих карт связаны друг с другом не только по смыслу, но и нумерологически. Поворотными пунктами на этом пути служат карты Отшельника и Луны». На этом структурная часть анализа колоды заканчивается.